# 오픈클립아트

오픈클립아트 로고와 워드마크.

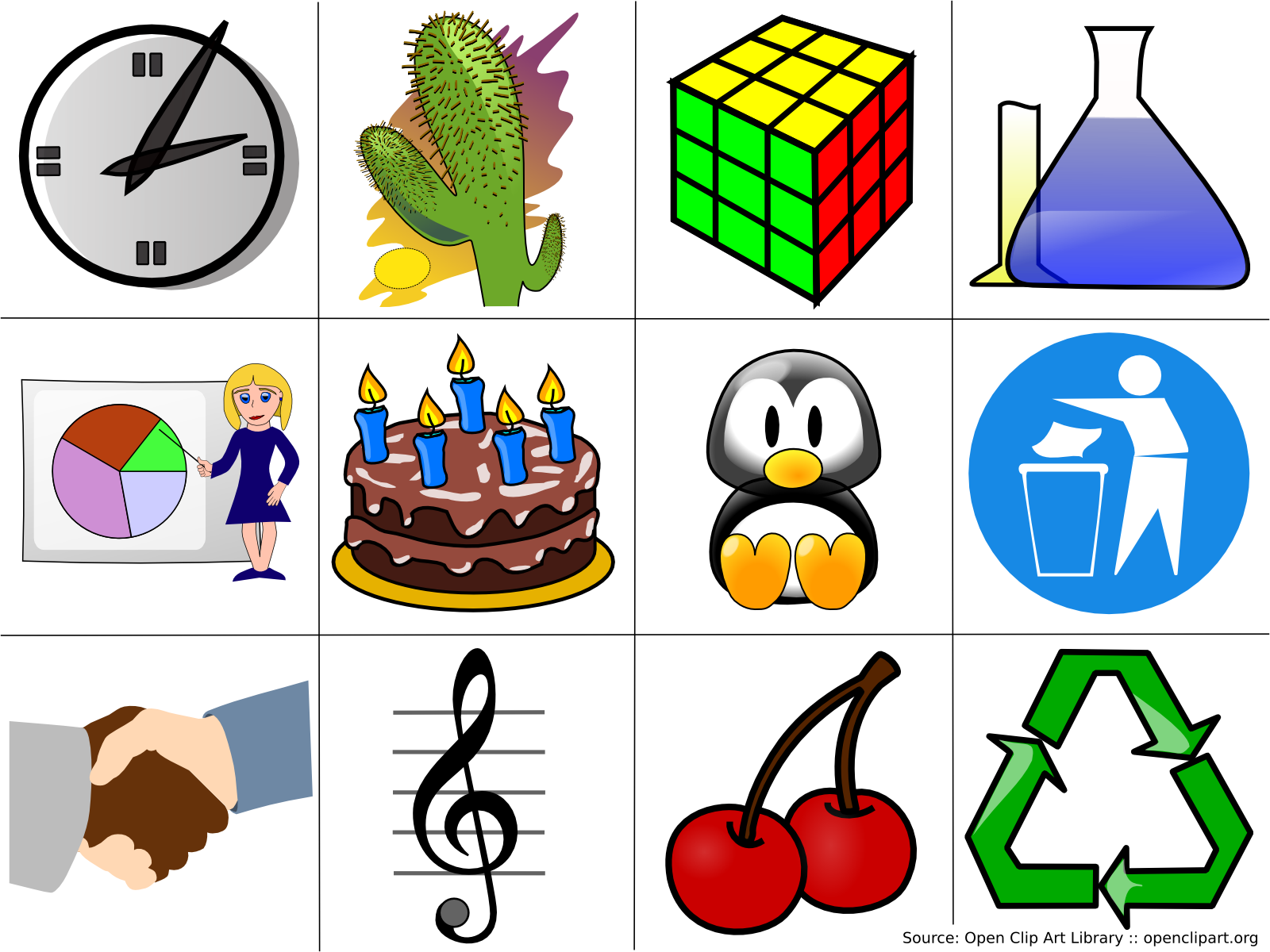
오픈 아트 클립 라이브러리로부터 가져온 클립 아트의 예

오픈클립아트(영어: Openclipart) 프로젝트는 자유 콘텐츠인 벡터 클립 아트의 모음집을 만드는 프로젝트이다.

## 역사
이 프로젝트는 잉크스케이프 개발자 존 필립스(Jon Phillips)와 브라이스 해링턴(Bryce Harrington)이 전 세계 깃발 디자인을 모으기 위하여 2004년 초에 시작한 것으로, 벡터 그래픽스 소프트웨어 Sodipodi를 이용하는 사람들이 만든 깃발 모음집에 영향을 받은 것이다. 매우 잘 진척되어 이 프로젝트 목표는 일반 클립아트로까지 이어졌고 2007년 10월에 500명의 예술가로부터 1만 장이 넘는 그림들이 추가되었으며 모음집을 모두 무료로 다운로드할 수 있다. 모든 그림은 기여자들의 퍼블릭 도메인에 할당되어 있다. 이것들은 이따금씩은 PNG 형식의 섬네일이 있는 SVG 형식으로 저장되어 있다.
2010년 여름에는 온라인 사이트 개편을 해서 훨씬 그 사용성이 편리해졌고 훨씬 많은 클립아트가 추가되었다. 오픈 클립아트 라이브러리의 저작권은 모두 퍼블릭 도메인으로 누구나 클립아트를 자유롭게 이용할 수 있다.

## 꾸러미
맨드리바, 우분투를 포함하는 일부 리눅스 배포판에는 SVG, PNG, 또는 오픈도큐먼트 형식의 파일로 꾸려진 오픈 클립 아트 라이브러리 모음집을 많이 지니고 있다.

## 같이 보기
- Pixabay